# Grand Prix SAR La Princesse Lalla Meryem 2019
Il Grand Prix SAR La Princesse Lalla Meryem 2019 è stato un torneo femminile di tennis giocato sulla terra rossa. È stata la 19ª edizione del torneo, che fa parte della categoria International nell'ambito del WTA Tour 2019. Si è giocato nel Club des Cheminots di Rabat, in Marocco, dal 29 aprile al 4 maggio 2019.

## Partecipanti

### Teste di serie
| Giocatrice    | Nazionalità         | Ranking* | Testa di serie |
| ------------- | ------------------- | -------- | -------------- |
| Belgio        | Elise Mertens       | 18       | 1              |
| Taipei cinese | Hsieh Su-wei        | 24       | 2              |
| Kazakistan    | Yulia Putintseva    | 38       | 3              |
| Australia     | Ajla Tomljanović    | 39       | 4              |
| Croazia       | Petra Martić        | 40       | 5              |
| Grecia        | Maria Sakkarī       | 43       | 6              |
| Regno Unito   | Johanna Konta       | 45       | 7              |
| Belgio        | Alison Van Uytvanck | 51       | 8              |

* Ranking al 22 aprile 2019.

### Altre partecipanti
Le seguenti giocatrici hanno ricevuto una Wild card:
- Timea Bacsinszky
- Elise Mertens
- Isabella Šinikova

Le seguenti giocatrici sono passate dalle qualificazioni:

- Ysaline Bonaventure
- Olga Danilović
- Fiona Ferro
- Varvara Lepchenko

La seguente giocatrice è entrata in tabellone come lucky loser:
- Irina Maria Bara

### Ritiri
Prima del torneo
- Ons Jabeur → sostituita da  Magda Linette
- Veronika Kudermetova → sostituita da  Ana Bogdan
- Petra Martić → sostituita da  Irina Maria Bara
- Zheng Saisai → sostituita da  Ivana Jorović

## Punti
| Evento    | V   | F   | SF  | QF | 2T   | 1T | Q    | Q3   | Q2   | Q1   |
| Singolare | 280 | 180 | 110 | 60 | 30   | 1  | 18   | 14   | 10   | 1    |
| Doppio    | 280 | 180 | 110 | 60 | N.D. | 1  | N.D. | N.D. | N.D. | N.D. |

## Montepremi
| Evento    | V       | F       | SF      | QF     | 2T     | 1T     | Q3     | Q2   | Q1   |
| Singolare | $43,000 | $21,400 | $11,300 | $5,900 | $3,310 | $1,925 | $1,005 | $730 | $530 |
| Doppio    | $12,300 | $6,400  | $3,435  | $1,820 | N.D.   | $960   | N.D.   | N.D. | N.D. |

## Campionesse

### Singolare
Maria Sakkarī ha sconfitto in finale  Johanna Konta con il punteggio di 2-6, 6-4, 6-1.
- È il primo titolo in carriera per Sakkarī.

### Doppio
María José Martínez Sánchez /  Sara Sorribes Tormo hanno sconfitto in finale  Georgina García Pérez /  Oksana Kalašnikova con il punteggio di 7-5, 6-1.